# Hệ thống tích lũy và chuyển đổi tín chỉ châu Âu
Hệ thống tích lũy và chuyển đổi tín chỉ châu Âu (tiếng Anh: European Credit Transfer and Accumulation System (ECTS)) là một hệ thống tín chỉ đánh giá việc học của sinh viên trên cơ sở khối lượng công việc (tiếng Anh: workload, tiếng Pháp: charge de travail) của mỗi hoạt động học tập (theo học một giáo trình, một kỳ thực tập ở xí nghiệp hay phòng thí nghiệm, viết một luận văn...).
ECTS là một tiêu chuẩn để so sánh thành tựu học tập và thực hiện của các sinh viên tại đại học trong các nước thuộc Liên minh châu Âu và các nước châu Âu cùng hợp tác khác. Khi học tập thành công, các sinh viên được trao cho một số tín chỉ ECTS nhất định. Một năm học tương đương với 60 tín chỉ ECTS mà thông thường tương đương với 1.500-1.800 giờ tổng khối lượng công việc, kể cả giờ nghe giảng, giờ làm bài tập có hướng dẫn, giờ thực tập trong phòng thí nghiệm ở các môn khoa học thực nghiệm, và giờ học riêng ở nhà. Tín chỉ ECTS được sử dụng để giúp cho việc chuyển dịch của sinh viên dễ dàng hơn trong các nước công nhận nó.
Ngoài mục đích làm cho việc so sánh quốc tế trở nên dễ dàng hơn, hệ thống cũng giúp cho các sinh viên bỏ học có thể chứng minh được học vấn của họ trong lúc đi xin việc làm. Các nhà tuyển dụng nhờ đó có thêm được thông tin về khả năng của một sinh viên, và có thể rút ngắn thời gian đào tạo.